# 브루스 첸
브루스 카스툴로 첸(Bruce Kastulo Chen, 1977년 6월 19일 ~ )은 파나마의 전직 야구 투수로, 1998년부터 2015년까지 메이저 리그 베이스볼의 애틀랜타 브레이브스, 필라델피아 필리스, 뉴욕 메츠, 몬트리올 엑스포스, 신시내티 레즈, 휴스턴 애스트로스, 보스턴 레드삭스, 볼티모어 오리올스, 텍사스 레인저스, 캔자스시티 로열스, 클리블랜드 인디언스에서 뛰었다.

## 배경
첸은 파나마에서 호세와 루이사 첸 부부 사이에서 태어났다. 화교 혈통이다. 그의 친할아버지인 쿠엔 친 찬 리는 국공 내전 당시 9살의 나이에 형제들과 다른 친척들을 따라 파나마로 왔다. 첸의 외할머니인 쿠엔 인 리우 데 라포는 파나마에서 태어났지만, 그녀의 가족은 집이 불에 타 파괴된 후 중국으로 돌아가야 했다. 수년간의 고된 노동 끝에 그녀는 24세에 파나마로 돌아왔다. 첸의 조부모는 모두 사망했다. 2006년 워싱턴 포스트 기사에서 첸은 자신의 뿌리를 더 잘 이해하기 위해 중국을 방문하고 싶다고 말했다.
첸에게는 카스툴로라는 형과 칼라라는 여동생이 있다. 첸은 파나마시티의 파나아메리칸 인스티튜트를 다녔다.

## 선수 경력

### 초기 경력

#### 브레이브스
첸은 1993년 7월 1일 애틀랜타 브레이브스와 아마추어 자유계약선수 계약을 맺었다. 1997년 메이컨 브레이브스 소속으로 28경기 선발 등판하여 12승 7패 평균자책점 3.51을 기록하며 사우스 애틀랜틱 리그 올스타팀에 선정되었다. 1998년에는 그린빌 브레이브스 소속으로 23경기 선발 등판하여 13승 7패 평균자책점 3.29를 기록했다. 서던 리그 (1964–2020) 올스타와 가장 뛰어난 투수로 선정되었다. 또한 더블A 올스타, 베이스볼 아메리카 마이너리그 올스타, 그리고 브레이브스의 마이너리그 올해의 투수였다.
1998년 9월 7일 뉴욕 메츠와의 경기에서 브레이브스 소속으로 메이저 리그에 데뷔했다. 경기에 선발 등판했지만 3이닝 동안 6안타 4실점을 허용하며 일찍 강판되었다. 9월 12일 플로리다 말린스와의 경기에서 7이닝을 던지며 첫 승을 기록했다. 2000년 중반까지 브레이브스에서 뛰며 42경기(선발 11경기)에 등판하여 8승 2패 평균자책점 4.28을 기록했다.

#### 필리스
2000년 7월 12일 브레이브스에서 필라델피아 필리스로 지미 오스팅과 함께 앤디 애쉬비를 상대로 트레이드되었다. 필리스에서 풀타임 선발 투수로 뛰며 31경기에 선발 등판하여 7승 9패 평균자책점 4.28을 기록했다. 필리스에서 뛰는 동안 첸은 "더 첸 펜(The Chen Pen)"이라는 충성스러운 팬 그룹을 가졌다.

### 중반 경력
필리스는 2001년 7월 27일 데니스 쿡과 터크 웬델을 상대로 그를 뉴욕 메츠로 트레이드했다. 메츠에서 11경기 선발 등판(구원 등판 1경기)하여 3승 2패 평균자책점 4.61을 기록했으며, 9월 21일 셰이 스타디움에서 9·11 테러 이후 메츠가 처음 치른 브레이브스와의 경기에 선발 등판했다. 첸은 2002년 4월 5일 다시 몬트리올 엑스포스로 트레이드되었다(루이스 피게로아, 사울 리베라 및 디키 곤잘레스와 함께) 필 사이블, 스콧 스트리클랜드 및 맷 왓슨을 상대로. 엑스포스에서 15경기에 등판(4경기 선발)하여 2승 3패 평균자책점 6.99를 기록했다.
2002년 6월 14일 신시내티 레즈로 짐 브라우어를 상대로 네 번째 트레이드되었다. 레즈에서 단 1경기만 선발 등판했고, 39번의 구원 등판에서 평균자책점 4.31을 기록했다. 레즈에서 방출된 2003년 3월 14일 휴스턴 애스트로스와 자유계약선수 계약을 맺었다. 애스트로스에서 11경기만 등판하여 평균자책점 6.00을 기록했다. 보스턴 레드삭스는 2003년 5월 7일 애스트로스에서 그를 웨이버 공시로 영입했다. 레드삭스에서 5경기에 등판하여 2경기 선발 등판했고 평균자책점 5.11을 기록했다.
2003년 11월 26일 토론토 블루제이스와 자유계약선수 계약을 맺었다. AAA에서 시러큐스 스카이치프스 소속으로 3경기 선발 등판했다. 2004년 5월 1일 볼티모어 오리올스로 보내졌다. 시속 87-90마일의 속구와 느린 12-6 커브를 포함한 투구 레퍼토리에 체인지업을 추가했다.
첸은 2006년 월드 베이스볼 클래식에서 파나마 팀에서 뛰었다. 푸에르토리코 산후안에서 열린 대회 개막 라운드에서 강팀인 쿠바를 상대로 5이닝을 던지며 4피안타, 2실점(2자책점), 1볼넷, 3탈삼진을 기록했다.
2006년 정규 시즌 동안, 12경기 선발 등판했지만, 불펜에서 28경기 구원 등판하며 0승 7패 평균자책점 6.93을 기록했다. 오리올스는 첸과 재계약하지 않았고, 2006년 11월 1일 자유 계약을 선언했다.
첸은 2007년 2월 6일 텍사스 레인저스와 마이너리그 계약을 맺었고, 스프링 트레이닝 초청을 받았다. 첸은 레인저스의 개막전 로스터에 합류하여 불펜 자리를 차지했다. 로스터에 공간이 필요할 경우 트리플 A 오클라호마로 완전 이적을 수락하도록 계약을 수정했다고 보도되었다.

### 후기 경력

#### 로열스
첸은 2009년 월드 베이스볼 클래식에서 다시 파나마에서 뛰었다. 2009년 3월 1일, 첸은 캔자스시티 로열스와 마이너 리그 계약을 맺었다. 2009년 6월 27일 로열스에서 데뷔했다. 71⁄3 이닝 동안 4실점을 허용했다. 첸의 두 번째 선발 등판은 훨씬 좋았는데, 5안타 2실점 1볼넷 5탈삼진을 기록했다. 2009년 8월 6일, 첸은 2005년 10월 2일 이후 처음으로 메이저 리그에서 승리 투수가 되었다.
첸은 2009년 12월 11일 로열스와 마이너리그 계약을 재체결했다. 2010년 4월 26일, 시애틀 매리너스를 상대로 3-1 로열스 승리에서 첫 메이저 리그 세이브를 기록했다. 2010년 7월 3일 로스앤젤레스 에인절스를 상대로 7이닝 퍼펙트 피칭을 한 후 안타를 허용했다. 2010년 10월 1일, 시즌 마지막 선발 등판에서 첸은 탬파베이 레이스를 상대로 2피안타 완봉승을 거두며 7개의 삼진을 잡고 2개의 볼넷만 허용했다. 이는 그의 메이저 리그 경력에서 첫 완봉승이었다. 시즌을 12승 7패, 평균자책점 4.17로 마쳤다.
브루스는 2011년에 12승 8패 평균자책점 3.77을 기록하며 생산적인 시즌을 보냈다. 2011년 11월 23일, 첸은 로열스와 2년 계약에 합의하며 복귀했다. 2012년에 첸은 11승 14패 평균자책점 5.07을 기록했다. 비록 성적은 하락했지만, 첸은 191.2이닝을 던졌고(경력 최고 기록 중 두 번째) 140개의 탈삼진으로 경력 최고 기록을 세웠다. 파나마는 2013년 월드 베이스볼 클래식에 진출하지 못했지만, 첸은 중국 팀으로부터 클래식에 참가할 가능성에 대해 연락을 받았다.
2014년 시즌을 위해 로열스로 돌아와 1년 계약에 합의했다. 7월 22일, 파나마 출신 선수 중 가장 많은 승리(82승)를 기록한 마리아노 리베라와 동률을 이루었다. 2014년 8월 29일 지명할당되었고, 9월 5일 방출되었다.

#### 인디언스
2015년 2월 16일, 클리블랜드 인디언스와 마이너 리그 계약에 합의했다. 인디언스는 5월 9일 그의 계약을 사들여 현역 로스터에 추가했다. 61⁄3이닝 동안 12.79의 평균자책점을 기록한 후, 첸은 5월 16일 지명할당되었다. 이틀 후 야구 은퇴를 선언했다.
첸은 2017년 월드 베이스볼 클래식에서 중국 팀을 위해 투구하기 위해 은퇴를 번복했다.

## 은퇴 후 경력
은퇴 후 첸은 클리블랜드 인디언스 구단의 문화 개발 고문으로 일했다. 2017년 11월 25일 현재, 더 이상 인디언스에 있지 않았고, 로스앤젤레스 다저스 구단으로 옮겨 라틴 아메리카 현장 코디네이터로 일하게 되었다.

## 개인사
첸과 그의 아내 메리에게는 세 딸이 있다. 첸은 파나아메리칸 인스티튜트 출신 중 유일하게 메이저 리그에 진출한 선수이다. 야구 비시즌 동안 조지아텍에서 토목공학을 공부했다.